# ميكانيكا كهربائية
الميكانيكا الكهربائية (بالإنجليزية: Electromechanics)‏ هو علم يجمع بين التقنيات الكهربائية والميكانيكية وبالتالي فهو يجمع بين الهندسة الكهربائية والهندسة الميكانيكية، وتجدر الإشارة أن الهندسة الكهربائية في هذا السياق تشمل أيضا الهندسة الإلكترونية. ويختص بأي نظام يحتوي على التيار الكهربائي والميكانيكا التطبيقية ويوجد به اختصاصات عدة منها النظم الكهروميكانيكية والطاقة الكهروميكانيكية.